# کوچوموو
کوچوموو (انگلیسی: Kuchumovo) یک شهرک در شهرستان چیشمینسکی در استان باشقیرستان کشور روسیه است.